# 净居寺 (青原)
青原净居寺，又称安隐寺，位于江西省吉安市的青原山，汉族地区佛教全国重点寺院之一。

## 简介
净居寺始建于唐中宗時期，初名“安隐寺”，並由唐僖宗賜額。至宋徽宗时，改“净居寺”，沿用至今。禅宗行思禅师曾入青原山弘法，圆寂于此。山寺正门镌刻有宋朝名将文天祥手书“青原山”三字。现山中有净居寺、七祖塔、飞来塔、祖关、待月桥、迎风桥、龙潭、虎跑泉、试剑石等古迹。
2008年10月26日，江西省佛教协会在青原山净居寺为其举行建寺1300年庆典。